# Elisabetta Vignotto
Elisabetta Vignotto, detta Betty (San Donà di Piave, 13 gennaio 1954), è una dirigente sportiva ed ex calciatrice italiana, di ruolo attaccante. Presidente della sezione femminile del Sassuolo, Betty Vignotto è stata anche membro del consiglio direttivo della Divisione calcio femminile (per due mandati) della FIGC.

## Carriera

### Club

Morace e Vignotto alla Reggiana Refrattari Zambelli nella stagione 1989-1990.

Betty Vignotto è considerata una delle pioniere del calcio femminile in Italia, iniziò a giocare a calcio per strada con i ragazzi a San Donà di Piave. Aveva 16 anni quando la vide Gianfranco Bedin e la portò a Milano. Con la squadra del Gommagomma di Milano vinse il campionato F.F.I.G.C. del 1970 (il terzo campionato femminile, essendo il primo stato disputato nel 1968) e, un anno dopo, con la Real Juventus di Torino vinse il campionato F.I.C.F.. Dopo la riunificazione delle federazioni calcistiche femminili vinse altri 4 campionati.
Nella sua lunga carriera di calciatrice giocò a Gamma 3 PD, Padova, Bologna, Valdobbiadene, Gorgonzola, Piacenza, Roma, Friulvini PN e infine Reggiana. Molte delle squadre nelle quali militò non esistono ormai più, ma la Reggiana, grazie proprio a lei, si diede una struttura societaria stabile: la squadra, che allora si chiamava Reggiana Refrattari Zambelli dal nome della famiglia di industriali che ne deteneva la proprietà, ingaggiò la Vignotto perché vi spendesse gli ultimi anni di carriera e, quando cessò l'attività agonistica, le offrì un posto da dirigente nel 1991. Dopo la scomparsa del fondatore, Betty Vignotto divenne presidente del club (nel frattempo divenuto Reggiana Femminile), incarico che ha ricoperto fino alla cessione del titolo all'US Sassuolo. Dopo aver già iniziato la stagione 2016-2017 come Reggiana Femminile, nella conferenza stampa del 30 settembre 2016 tenutasi al Mapei Stadium - Città del Tricolore la dirigenza del Sassuolo ha annunciato di aver avviato una collaborazione con la dirigenza della Reggiana Femminile che, grazie a un accordo di licenza, gestirà in prospettiva le future attività della propria sezione femminile.
Il 3 luglio 2019 la FIGC ha deliberato la cessione del titolo sportivo dalla società A.S.D. Sassuolo Calcio Femminile alla società U.S. Sassuolo Calcio, diventandone ufficialmente la sezione femminile. Ad oggi Betty Vignotto è Presidente onorario del settore femminile US Sassuolo.
Complessivamente, da giocatrice, Betty Vignotto ha vinto 6 scudetti e 4 Coppe Italia, vincendo anche cinque volte la classifica dei marcatori (nel campionato 1972 addirittura con un record tuttora ineguagliato di 56 goal). In Campionato, in 20 anni di carriera (dal 1970 al 1990), ha giocato 451 partite, realizzando 467 reti (1,03 reti di media a partita).
In Nazionale dal 1970 al 1989, Betty Vignotto vanta 107 gol (in 109 partite disputate), in classifica delle migliori marcatrici di sempre della squadra azzurra con  Carolina Morace  (105 gol) e Patrizia Panico (110 gol). Fino al 1999 (anno in cui fu superata dalla statunitense Mia Hamm) deteneva anche il primato assoluto di reti a livello di rappresentative nazionali. Prese parte anche a quattro campionati d'Europa (i primi tre non ufficiali, sebbene anch'essi organizzati dall'UEFA).

## Statistiche

### Cronologia presenze e reti in nazionale(femminile)
| Cronologia completa delle presenze e delle reti in nazionale ― Italia | Cronologia completa delle presenze e delle reti in nazionale ― Italia | Cronologia completa delle presenze e delle reti in nazionale ― Italia | Cronologia completa delle presenze e delle reti in nazionale ― Italia | Cronologia completa delle presenze e delle reti in nazionale ― Italia | Cronologia completa delle presenze e delle reti in nazionale ― Italia | Cronologia completa delle presenze e delle reti in nazionale ― Italia | Cronologia completa delle presenze e delle reti in nazionale ― Italia |
| Data                                                                  | Città                                                                 | In casa                                                               | Risultato                                                             | Ospiti                                                                | Competizione                                                          | Reti                                                                  | Note                                                                  |
| --------------------------------------------------------------------- | --------------------------------------------------------------------- | --------------------------------------------------------------------- | --------------------------------------------------------------------- | --------------------------------------------------------------------- | --------------------------------------------------------------------- | --------------------------------------------------------------------- | --------------------------------------------------------------------- |
| 19/09/1970                                                            | Reims                                                                 | Francia                                                               | 0 - 2                                                                 | Italia                                                                | Amichevole                                                            | -                                                                     |                                                                       |
| 06/05/1971                                                            | Guadalajara                                                           | Italia                                                                | 2 - 0                                                                 | Danimarca                                                             | Amichevole                                                            | 1                                                                     |                                                                       |
| 02/06/1971                                                            | Trapani                                                               | Italia                                                                | 7 - 0                                                                 | Inghilterra                                                           | Qualif. Coppa del Mondo                                               | 1                                                                     |                                                                       |
| 06/06/1971                                                            | Palermo                                                               | Italia                                                                | 6 - 0                                                                 | Austria                                                               | Qualif. Coppa del Mondo                                               | 5                                                                     |                                                                       |
| 20/07/1971                                                            | Torino                                                                | Italia                                                                | 8 - 1                                                                 | Spagna                                                                | Amichevole                                                            | 3                                                                     |                                                                       |
| 21/08/1971                                                            | Guadalajara                                                           | Italia                                                                | 1 - 0                                                                 | Francia                                                               | Coppa del Mondo                                                       | -                                                                     |                                                                       |
| 22/08/1971                                                            | Guadalajara                                                           | Danimarca                                                             | 1 - 1                                                                 | Italia                                                                | Coppa del Mondo                                                       | -                                                                     |                                                                       |
| 04/09/1971                                                            | Guadalajara                                                           | Italia                                                                | 4 - 0                                                                 | Argentina                                                             | Coppa del Mondo                                                       | 3                                                                     |                                                                       |
| 28/05/1972                                                            | Zagabria                                                              | Jugoslavia                                                            | 3 - 2                                                                 | Italia                                                                | Amichevole                                                            | -                                                                     |                                                                       |
| 25/06/1972                                                            | Vicenza                                                               | Italia                                                                | 3 - 0                                                                 | Jugoslavia                                                            | Amichevole                                                            | 1                                                                     |                                                                       |
| 01/11/1972                                                            | Padova                                                                | Italia                                                                | 5 - 0                                                                 | Spagna                                                                | Amichevole                                                            | 2                                                                     |                                                                       |
| 04/11/1972                                                            | Udine                                                                 | Italia                                                                | 3 - 0                                                                 | Spagna                                                                | Amichevole                                                            | -                                                                     |                                                                       |
| 08/12/1972                                                            | Cordoba                                                               | Spagna                                                                | 1 - 5                                                                 | Italia                                                                | Amichevole                                                            | 1                                                                     |                                                                       |
| 10/12/1972                                                            | Badajoz                                                               | Spagna                                                                | 1 - 4                                                                 | Italia                                                                | Amichevole                                                            | 2                                                                     |                                                                       |
| 01/06/1973                                                            | Padova                                                                | Italia                                                                | 2 - 0                                                                 | Cecoslovacchia                                                        | Amichevole                                                            | -                                                                     |                                                                       |
| 04/06/1973                                                            | Milano                                                                | Italia                                                                | 1 - 0                                                                 | Cecoslovacchia                                                        | Amichevole                                                            | 1r.                                                                   |                                                                       |
| 19/05/1974                                                            | Valence                                                               | Francia                                                               | 2 - 3                                                                 | Italia                                                                | Amichevole                                                            | 1                                                                     |                                                                       |
| 18/07/1974                                                            | Torino                                                                | Italia                                                                | 2 - 2                                                                 | Resto d'Europa                                                        | Amichevole                                                            | -                                                                     |                                                                       |
| 02/06/1976                                                            | Roma                                                                  | Italia                                                                | 2 - 0                                                                 | Inghilterra                                                           | Amichevole                                                            | 2                                                                     |                                                                       |
| 04/07/1976                                                            | Novara                                                                | Italia                                                                | 2 - 1                                                                 | Inghilterra                                                           | Amichevole                                                            | -                                                                     |                                                                       |
| 09/09/1976                                                            | Roma                                                                  | Italia                                                                | 1 - 1                                                                 | Cecoslovacchia                                                        | Amichevole                                                            | -                                                                     |                                                                       |
| 12/09/1976                                                            | Salerno                                                               | Italia                                                                | 1 - 1                                                                 | Cecoslovacchia                                                        | Amichevole                                                            | -                                                                     |                                                                       |
| 31/10/1976                                                            | Cagliari                                                              | Italia                                                                | 2 - 4                                                                 | Resto d'Europa                                                        | Amichevole                                                            | -                                                                     |                                                                       |
| 04/11/1976                                                            | Sassari                                                               | Italia                                                                | 6 - 3                                                                 | Resto d'Europa                                                        | Amichevole                                                            | 2                                                                     |                                                                       |
| 15/11/1977                                                            | Londra                                                                | Inghilterra                                                           | 1 - 0                                                                 | Italia                                                                | Amichevole                                                            | -                                                                     |                                                                       |
| 28/05/1978                                                            | Napoli                                                                | Italia                                                                | 1 - 1                                                                 | Paesi Bassi                                                           | Amichevole                                                            | 1                                                                     |                                                                       |
| 30/05/1978                                                            | Roma                                                                  | Italia                                                                | 1 - 0                                                                 | Paesi Bassi                                                           | Amichevole                                                            | -                                                                     |                                                                       |
| 28/07/1978                                                            | Atri                                                                  | Italia                                                                | 2 - 1                                                                 | Belgio                                                                | Mundialito                                                            | 1                                                                     |                                                                       |
| 02/08/1978                                                            | Pescara                                                               | Italia                                                                | 7 - 0                                                                 | Galles                                                                | Mundialito                                                            | 2                                                                     |                                                                       |
| 05/08/1978                                                            | Pescara                                                               | Italia                                                                | 4 - 1                                                                 | Scozia                                                                | Mundialito                                                            | 2                                                                     |                                                                       |
| 01/11/1978                                                            | Napoli                                                                | Italia                                                                | 5 - 0                                                                 | Jugoslavia                                                            | Amichevole                                                            | 2+1r                                                                  |                                                                       |
| 23/06/1979                                                            | Jesolo                                                                | Italia                                                                | 1 - 2                                                                 | Resto d'Europa                                                        | Amichevole                                                            | -                                                                     |                                                                       |
| 18/07/1979                                                            | Napoli                                                                | Italia                                                                | 4 - 0                                                                 | Irlanda del Nord                                                      | Torneo Internazionale                                                 | 1                                                                     |                                                                       |
| 22/07/1979                                                            | Benevento                                                             | Italia                                                                | 2 - 1                                                                 | Norvegia                                                              | Torneo Internazionale                                                 | -                                                                     |                                                                       |
| 25/07/1979                                                            | Napoli                                                                | Italia                                                                | 3 - 1                                                                 | Inghilterra                                                           | Torneo Internazionale                                                 | 2                                                                     |                                                                       |
| 28/07/1979                                                            | Napoli                                                                | Italia                                                                | 0 - 2                                                                 | Danimarca                                                             | Torneo Internazionale                                                 | -                                                                     |                                                                       |
| 11/10/1980                                                            | Domodossola                                                           | Italia                                                                | 2 - 1                                                                 | Resto d'Europa                                                        | Amichevole                                                            | 1                                                                     |                                                                       |
| 19/10/1980                                                            | Bellinzona                                                            | Svizzera                                                              | 2 - 1                                                                 | Italia                                                                | Amichevole                                                            | 1                                                                     |                                                                       |
| 23/05/1981                                                            | Salsomaggiore                                                         | Italia                                                                | 5 - 1                                                                 | Spagna                                                                | Amichevole                                                            | 1+1r                                                                  |                                                                       |
| 27/06/1981                                                            | Catania                                                               | Italia                                                                | 3 - 0                                                                 | Polonia                                                               | Amichevole                                                            | 1                                                                     |                                                                       |
| 22/08/1981                                                            | Castelsardo                                                           | Italia                                                                | 3 - 0                                                                 | Scozia                                                                | Torneo di Castelsardo                                                 | 1                                                                     |                                                                       |
| 29/08/1981                                                            | Castelsardo                                                           | Italia                                                                | 1 - 0                                                                 | Belgio                                                                | Torneo di Castelsardo                                                 | 1                                                                     |                                                                       |
| 06/09/1981                                                            | Kōbe                                                                  | Italia                                                                | 1 - 1                                                                 | Danimarca                                                             | Mundialito                                                            | 1                                                                     |                                                                       |
| 09/09/1981                                                            | Kōbe                                                                  | Giappone                                                              | 0 - 9                                                                 | Italia                                                                | Mundialito                                                            | 2                                                                     |                                                                       |
| 11/04/1982                                                            | Biella                                                                | Italia                                                                | 1 - 0                                                                 | Svizzera                                                              | Amichevole                                                            | 1r                                                                    |                                                                       |
| 13/05/1982                                                            | Helsingborg                                                           | Svezia                                                                | 2 - 0                                                                 | Italia                                                                | Amichevole                                                            | -                                                                     |                                                                       |
| 16/05/1982                                                            | Ringsted                                                              | Danimarca                                                             | 6 - 0                                                                 | Italia                                                                | Amichevole                                                            | -                                                                     |                                                                       |
| 11/06/1982                                                            | Pescara                                                               | Italia                                                                | 2 - 0                                                                 | Inghilterra                                                           | Amichevole                                                            | 1                                                                     |                                                                       |
| 22/08/1982                                                            | Grado                                                                 | Italia                                                                | 4 - 1                                                                 | Scozia                                                                | Trofeo Città di Grado                                                 | 1                                                                     |                                                                       |
| 18/09/1982                                                            | Alassio                                                               | Italia                                                                | 0 - 2                                                                 | Danimarca                                                             | Amichevole                                                            | -                                                                     |                                                                       |
| 14/11/1982                                                            | Genova                                                                | Italia                                                                | 3 - 0                                                                 | Portogallo                                                            | Campionato Europeo                                                    | 3                                                                     |                                                                       |
| 24/04/1983                                                            | Vicenza                                                               | Italia                                                                | 3 - 0                                                                 | Francia                                                               | Campionato Europeo                                                    | 1+1r                                                                  |                                                                       |
| 23/05/1983                                                            | Lugano                                                                | Svizzera                                                              | 0 - 2                                                                 | Italia                                                                | Campionato Europeo                                                    | 1r                                                                    |                                                                       |
| 24/06/1983                                                            | Porto                                                                 | Portogallo                                                            | 0 - 2                                                                 | Italia                                                                | Campionato Europeo                                                    | 2                                                                     |                                                                       |
| 05/09/1983                                                            | Laerru                                                                | Italia                                                                | 2 - 1                                                                 | Resto d'Europa                                                        | Torneo di Castelsardo                                                 | -                                                                     |                                                                       |
| 07/09/1983                                                            | Laerru                                                                | Italia                                                                | 4 - 0                                                                 | Spagna                                                                | Torneo di Castelsardo                                                 | 1                                                                     |                                                                       |
| 10/09/1983                                                            | Castelsardo                                                           | Italia                                                                | 4 - 2 d.t.s.                                                          | Resto d'Europa                                                        | Torneo di Castelsardo                                                 | 1                                                                     |                                                                       |
| 17/09/1983                                                            | Roma                                                                  | Italia                                                                | 2 - 0                                                                 | Svizzera                                                              | Amichevole                                                            | 2                                                                     |                                                                       |
| 08/12/1983                                                            | Bolzano                                                               | Italia                                                                | 8 - 0                                                                 | Rappres.Austria                                                       | Amichevole                                                            | 3                                                                     |                                                                       |
| 25/01/1984                                                            | Milano                                                                | Italia                                                                | 2 - 1                                                                 | Germania Ovest                                                        | Amichevole                                                            | 1                                                                     |                                                                       |
| 08/04/1984                                                            | Roma                                                                  | Italia                                                                | 2 - 3                                                                 | Svezia                                                                | Campionato Europeo                                                    | 1                                                                     |                                                                       |
| 28/04/1984                                                            | Linköping                                                             | Svezia                                                                | 2 - 1                                                                 | Italia                                                                | Amichevole                                                            | 1                                                                     |                                                                       |
| 19/08/1984                                                            | Caorle                                                                | Italia                                                                | 1 - 2                                                                 | Germania Ovest                                                        | Mundialito                                                            | -                                                                     |                                                                       |
| 21/08/1984                                                            | Caorle                                                                | Italia                                                                | 4 - 0                                                                 | Belgio                                                                | Mundialito                                                            | 1                                                                     |                                                                       |
| 24/08/1984                                                            | Jesolo                                                                | Italia                                                                | 1 - 1                                                                 | Inghilterra                                                           | Mundialito                                                            | -                                                                     |                                                                       |
| 26/08/1984                                                            | Jesolo                                                                | Italia                                                                | 3 - 1                                                                 | Germania Ovest                                                        | Mundialito                                                            | 1r                                                                    |                                                                       |
| 29/08/1984                                                            | Trento                                                                | Italia                                                                | 2 - 1                                                                 | Cecoslovacchia                                                        | Torneo delle Dolomiti                                                 | -                                                                     |                                                                       |
| 01/09/1984                                                            | Riva del Garda                                                        | Italia                                                                | 0 - 1                                                                 | Ungheria                                                              | Torneo delle Dolomiti                                                 | -                                                                     |                                                                       |
| 14/10/1984                                                            | Pechino                                                               | Liaoning                                                              | 1 - 5                                                                 | Italia                                                                | Torneo Internaz. di Cina                                              | 2                                                                     |                                                                       |
| 17/10/1984                                                            | Xi'an                                                                 | Italia                                                                | 6 - 0                                                                 | Giappone                                                              | Torneo Internaz. di Cina                                              | 2                                                                     |                                                                       |
| 19/10/1984                                                            | Xi'an                                                                 | Guanxi                                                                | 0 - 9                                                                 | Italia                                                                | Torneo Internaz. di Cina                                              | 1                                                                     |                                                                       |
| 22/10/1984                                                            | Xi'an                                                                 | Italia                                                                | 1-1, 2-3 dcr                                                          | Rappres.USA                                                           | Torneo Internaz. di Cina                                              | 1                                                                     |                                                                       |
| 24/10/1984                                                            | Xi'an                                                                 | Italia                                                                | 5 - 1                                                                 | Giappone                                                              | Torneo Internaz. di Cina                                              | 1                                                                     |                                                                       |
| 01/11/1984                                                            | Genova                                                                | Italia                                                                | 1 - 1                                                                 | Svezia                                                                | Amichevole                                                            | -                                                                     |                                                                       |
| 24/02/1985                                                            | Verona                                                                | Italia                                                                | 1 - 1                                                                 | Francia                                                               | Amichevole                                                            | 1                                                                     |                                                                       |
| 01/05/1985                                                            | Lund                                                                  | Svezia                                                                | 1 - 0                                                                 | Italia                                                                | Amichevole                                                            | -                                                                     |                                                                       |
| 25/05/1985                                                            | Budapest                                                              | Ungheria                                                              | 2 - 3                                                                 | Italia                                                                | Campionato Europeo                                                    | 1                                                                     |                                                                       |
| 18/08/1985                                                            | Jesolo                                                                | Italia                                                                | 1 - 0                                                                 | Stati Uniti                                                           | Mundialito                                                            | -                                                                     |                                                                       |
| 20/08/1985                                                            | Caorle                                                                | Italia                                                                | 1 - 1                                                                 | Inghilterra                                                           | Mundialito                                                            | -                                                                     |                                                                       |
| 22/08/1985                                                            | Caorle                                                                | Italia                                                                | 2 - 1                                                                 | Danimarca                                                             | Mundialito                                                            | -                                                                     |                                                                       |
| 25/08/1985                                                            | Caorle                                                                | Italia                                                                | 2 - 3                                                                 | Inghilterra                                                           | Mundialito                                                            | -                                                                     |                                                                       |
| 14/09/1985                                                            | Padova                                                                | Italia                                                                | 3 - 0                                                                 | Svizzera                                                              | Campionato Europeo                                                    | 1+1r                                                                  |                                                                       |
| 03/11/1985                                                            | Palma di Maiorca                                                      | Spagna                                                                | 2 - 3                                                                 | Italia                                                                | Campionato Europeo                                                    | 2                                                                     |                                                                       |
| 01/03/1986                                                            | Ascoli Piceno                                                         | Italia                                                                | 2 - 2                                                                 | Paesi Bassi                                                           | Amichevole                                                            | 1                                                                     |                                                                       |
| 21/04/1986                                                            | Belluno                                                               | Italia                                                                | 7 - 0                                                                 | Jugoslavia                                                            | Amichevole                                                            | 3                                                                     |                                                                       |
| 03/05/1986                                                            | Potenza                                                               | Italia                                                                | 1 - 0                                                                 | Ungheria                                                              | Campionato Europeo                                                    | -                                                                     |                                                                       |
| 19/07/1986                                                            | Jesolo                                                                | Italia                                                                | 5 - 1                                                                 | Giappone                                                              | Mundialito                                                            | 2                                                                     |                                                                       |
| 23/07/1986                                                            | Jesolo                                                                | Italia                                                                | 6 - 0                                                                 | Messico                                                               | Mundialito                                                            | 1+1r                                                                  |                                                                       |
| 25/07/1986                                                            | Jesolo                                                                | Italia                                                                | 3 - 0                                                                 | Cina                                                                  | Mundialito                                                            | -                                                                     |                                                                       |
| 26/07/1986                                                            | Jesolo                                                                | Italia                                                                | 1 - 0                                                                 | Stati Uniti                                                           | Mundialito                                                            | -                                                                     |                                                                       |
| 18/09/1986                                                            | Tokyo                                                                 | Giappone                                                              | 1 - 2                                                                 | Italia                                                                | Coppa Seiyu                                                           | -                                                                     |                                                                       |
| 23/09/1986                                                            | Tokyo                                                                 | Giappone                                                              | 2 - 3                                                                 | Italia                                                                | Coppa Seiyu                                                           | 2                                                                     |                                                                       |
| 11/10/1986                                                            | Modena                                                                | Italia                                                                | 1 - 1                                                                 | Spagna                                                                | Campionato Europeo                                                    | -                                                                     |                                                                       |
| 01/11/1986                                                            | Basilea                                                               | Svizzera                                                              | 1 - 2                                                                 | Italia                                                                | Campionato Europeo                                                    | 2                                                                     |                                                                       |
| 11/06/1987                                                            | Oslo                                                                  | Norvegia                                                              | 2 - 0                                                                 | Italia                                                                | Campionato Europeo                                                    | -                                                                     |                                                                       |
| 13/06/1987                                                            | Drammen                                                               | Italia                                                                | 2 - 1                                                                 | Inghilterra                                                           | Campionato Europeo                                                    | 1                                                                     |                                                                       |
| 15/11/1987                                                            | Burghausen                                                            | Germania Ovest                                                        | 3 - 0                                                                 | Italia                                                                | Campionato Europeo                                                    | -                                                                     |                                                                       |
| 29/12/1987                                                            | Bordighera                                                            | Italia                                                                | 2 - 2                                                                 | Paesi Bassi                                                           | Amichevole                                                            | 1r                                                                    |                                                                       |
| 02/04/1988                                                            | Andria                                                                | Italia                                                                | 0 - 0                                                                 | Germania Ovest                                                        | Campionato Europeo                                                    | -                                                                     |                                                                       |
| 30/04/1988                                                            | San Benedetto                                                         | Italia                                                                | 5 - 1                                                                 | Ungheria                                                              | Campionato Europeo                                                    | 2                                                                     |                                                                       |
| 18/06/1988                                                            | Levanto                                                               | Italia                                                                | 5 - 0                                                                 | Svizzera                                                              | Campionato Europeo                                                    | 1                                                                     |                                                                       |
| 30/10/1988                                                            | Lugano                                                                | Svizzera                                                              | 0 - 6                                                                 | Italia                                                                | Campionato Europeo                                                    | 2+1r                                                                  |                                                                       |
| 27/11/1988                                                            | Reggio Emilia                                                         | Italia                                                                | 2 - 0                                                                 | Francia                                                               | Campionato Europeo                                                    | -                                                                     |                                                                       |
| 15/03/1989                                                            | Reggio Emilia                                                         | Italia                                                                | 2 - 3                                                                 | Danimarca                                                             | Amichevole                                                            | -                                                                     |                                                                       |
| 28/06/1989                                                            | Siegen                                                                | Germania Ovest                                                        | 1-1 dts 4-3 i cr                                                      | Italia                                                                | Campionato Europeo                                                    | 1                                                                     |                                                                       |
| 15/11/1989                                                            | Sofia                                                                 | Bulgaria                                                              | 1 - 3                                                                 | Italia                                                                | Amichevole                                                            | -                                                                     |                                                                       |
| Totale                                                                |                                                                       | Presenze                                                              | 107                                                                   |                                                                       | Reti                                                                  | 102                                                                   |                                                                       |

## Palmarès

### Club
- Campionato italiano: 5

Gommagomma: 1970
Real Juventus: 1971
Gamma3 Padova: 1972, 1973
Reggiana: 1989-1990
- Coppa Italia: 2

Gamma3 Padova: 1974
Gorgonzola: 1980

### Individuale
- Inserita nella Hall of Fame del calcio italiano nella categoria Calciatrice italiana:

2017